# Allen (priimek)
Allen je priimek več oseb:
- Andrew M. Allen (*1955), ameriški astronavt
- John Frederick Whitacre Allen, britanski general
- Paul Allen (1953–2018), ustanovitelj Microsofta
- Robert Allen (general) (1811–1886), ameriški general
- Robert Hall Allen, britanski general
- Edward Patrick Allen, ameriški rimskokatoliški škof
- Francis Valentine Allen, kanadski rimskokatoliški škof
- Samuel Webster Allen, britanski rimskokatoliški škof
- Wendy Allen (*1944), ameriška alpska smučarka,
- William Allen, ameriški rimskokatoliški kardinal
- Woody Allen (*1935), ameriški filmski režiser